# Bert Ceulemans
Bert Ceulemans was een burgemeester van de Belgische gemeente Begijnendijk en komt uit voor de lokale partij Samen-CD&V.
Na de verkiezingen van 2018 maakte hij een coalitie met de partijen N-VA, Leef en Safe.  
Bij de verkiezingen van 2024 verloor hij zijn positie.  